# Alexandr Shefer
Alexandr Shefer est un ancien coureur cycliste et directeur sportif kazakh, né le 28 août 1971 à Almaty, alors Alma-Ata. Comme nombre de coureurs des Républiques soviétiques devenues indépendantes en 1991, il commence une carrière internationale au sein des équipes soviétiques. Il est dans la sélection soviétique aux championnats du monde de 1990. Sa carrière comme coureur professionnel, débutée en 1993 et achevée à la fin de l'année 2003, se déroule uniquement dans des équipes italiennes. Il devient en 2007 directeur sportif de l'équipe Astana jusqu'en 2020, où il est remplacé. En 2021, il rejoint le staff de l'équipe Gazprom-RusVelo. En mars 2022, il fait son retour chez Astana Qazaqstan en tant que directeur sportif principal.

## Palmarès

### Palmarès amateur
- 1990
  - Regio-Tour
  - 2e étape du Tour des régions italiennes
  - 2e de Hasselt-Spa-Hasselt
- 1992
  - 9e et 10eb (contre-la-montre) étapes de la Semaine cycliste lombarde
  - 3e du Tour des régions italiennes

### Palmarès professionnel
- 1993
  - 10e de Tirreno-Adriatico
- 1994
  - 3e du Tour de Romagne
- 1996
  - 2e du Tour du Frioul
  - 8e du Tour d'Italie
- 1997
  - 10e du Tour de Romandie
- 1998
  - 7e du Tour de Suisse
- 2001
  - Tour des Apennins
  - 2e étape du Tour d'Andalousie
  - 3e du Tour d'Andalousie
  - 3e du Tour d'Aragon
  - 3e de la Prueba Villafranca de Ordizia
- 2002
  - Tour de Toscane
  - 2e étape du Tour d'Andalousie
  - 2e du Tour des Apennins
  - 2e du Grand Prix de Chiasso
  - 2e du Tour d'Aragon
- 2003
  - 3e de la Flèche wallonne

### Résultats sur les grands tours

#### Tour de France
2 participations
- 1998 : abandon (10e étape)
- 2002 : abandon (6e étape)

#### Tour d'Italie
7 participations
- 1993 : abandon (14e étape)
- 1995 : abandon (5e étape)
- 1996 : 8e
- 1997 : abandon (19e étape)
- 1998 : 44e
- 1999 : 21e
- 2001 : 25e

#### Tour d'Espagne
4 participations
- 1997 : abandon (7e étape)
- 1999 : 46e
- 2000 : 101e
- 2001 : 62e